# Thaurorod
Thaurorod är ett finländskt symphonic power metal-band från Hyvinge som varit aktivt sedan 2002 och har idag släppt 3 demon och tre studioalbum. Bandet har även hunnit göra två världsturnéer. Den ena med Sabaton och Alestorm, och den andra med Symphony X, Nevermore och Psychotic Waltz.

## Medlemmar

### Nuvarande medlemmar
- Andi Kravljaca – sång (2012–)
- Emil Pohjalainen – gitarr (2002–)
- Lasse Nyman – gitarr (2007–)
- Pasi Tanskanen – basgitarr (2002–)
- Harri Koskela – keyboard (2012–)
- Joonas Pykälä-Aho – trummor (2002–)

### Tidigare medlemmar
- Raymond Joint – gitarr, sång (även keyboard)
- Teemu Laitinen – sång
- Petra Lehtimäki – sång (2004–2005)
- Vladimir Lumi – sång (2005–2008)
- Markku Kuikka – sång (2008–2010)
- Michele Luppi – sång (2010-2012)
- Jarno Korhonen – gitarr
- Seppo Kolehmainen – gitarr
- Tommi Ahtila – gitarr, keyboard (2005)
- Jani Vesanen – gitarr (2005–2007)
- Emmi Taipale – keyboard
- Teemu Varjalehto – sång
- Ronnie Karlsson – sång
- Vili Ollila – keyboard (2011–2012)
- Mikko Sepponen – trummor (endast live) (2014)

## Diskografi
Demo
- Thaurorod – 2005
- Tales of the End – 2006
- Morning Lake – 2007

Studioalbum
- Upon Haunted Battlefields – 2010
- Anteinferno – 2013
- Coast Of Gold – 2018